# Mérey-sous-Montrond
Mérey-sous-Montrond ist eine ehemalige französische Gemeinde mit 442 Einwohnern (Stand: 1. Januar 2019) im Département Doubs in der Region Bourgogne-Franche-Comté.
Der Erlass vom 22. Dezember 2021 legte mit Wirkung zum 1. Januar 2022 die Eingliederung von Mérey-sous-Montrond zusammen mit der früheren Gemeinde Villers-sous-Montrond zur neuen Commune nouvelle Les Monts-Ronds fest. Die früheren Gemeinden erhielten hierbei nicht den Status von Communes déléguées.

## Geographie
Mérey-sous-Montrond liegt auf 460 m über dem Meeresspiegel, etwa zehn Kilometer südlich der Stadt Besançon (Luftlinie). Das Dorf erstreckt sich im Jura, auf dem ersten Plateau zwischen der Jura-Randkette im Norden und der Höhe von Malbrans im Süden, am Nordfuß des Hügels von Mérey.
Die Fläche des 17,12 km² großen Ortsgebiets umfasst einen Abschnitt der Schichtstufenlandschaft des westlichen französischen Juras. Der Hauptteil des Gebietes wird vom Plateau von Mérey eingenommen, das durchschnittlich auf 450 m liegt. Es ist teils von Acker- und Wiesland, teils von Wald (insbesondere der Grand Bois im Norden) bestanden. Das gesamte Plateau besitzt keine oberirdischen Fließgewässer, weil das Niederschlagswasser im verkarsteten Untergrund versickert. Die Landschaft ist durch verschiedene Karstphänomene wie Dolinen, bedeckte Karrenfelder, Höhlen und Schächte geprägt. Südlich des Dorfes reicht der Gemeindeboden auf den Mont, auf dem mit 522 m die höchste Erhebung von Mérey-sous-Montrond erreicht wird. Er stellt einen weit nach Norden ausgreifenden Sporn der nächsthöheren Schichtstufe dar. Nach Norden erstreckt sich das Gemeindeareal über eine rund 50 m hohe Geländestufe in die Mulde von Granges hinunter.
Zu Mérey-sous-Montrond gehört der Weiler Granges-du-Liège (405 m) in einer Talmulde nördlich des Grand Bois.
Umgeben wird die Ortschaft von den Nachbargemeinden und eines weiteren Ortsteils der Commune nouvelle:
| Fontain             | La Vèze                                     |                                                     |
|                     | Kompassrose, die auf Nachbargemeinden zeigt | Tarcenay-Foucherans                                 |
| Montrond-le-Château |                                             | Villers-sous-Montrond Ortsteil der Commune nouvelle |

## Geschichte
Im Mittelalter gehörte Mérey zur Herrschaft Montrond. Zusammen mit der Franche-Comté gelangte das Dorf mit dem Frieden von Nimwegen 1678 an Frankreich. Zu einer Gebietsveränderung kam es 1822, als das vorher selbständige Granges-du-Liège nach Mérey-sous-Montrond eingemeindet wurde.

## Sehenswürdigkeiten
Die Dorfkirche Saint-Sébastien in Mérey-sous-Montrond wurde in der Zeit von 1839 bis 1841 neu erbaut. Im Ortskern sind zahlreiche Bauernhäuser im charakteristischen Stil der Franche-Comté aus dem 17. bis 19. Jahrhundert erhalten. In den Waldungen des Grand Bois befindet sich das Château de Grange Céry. Einen Besuch wert ist auch der Karstlehrpfad von Mérey.

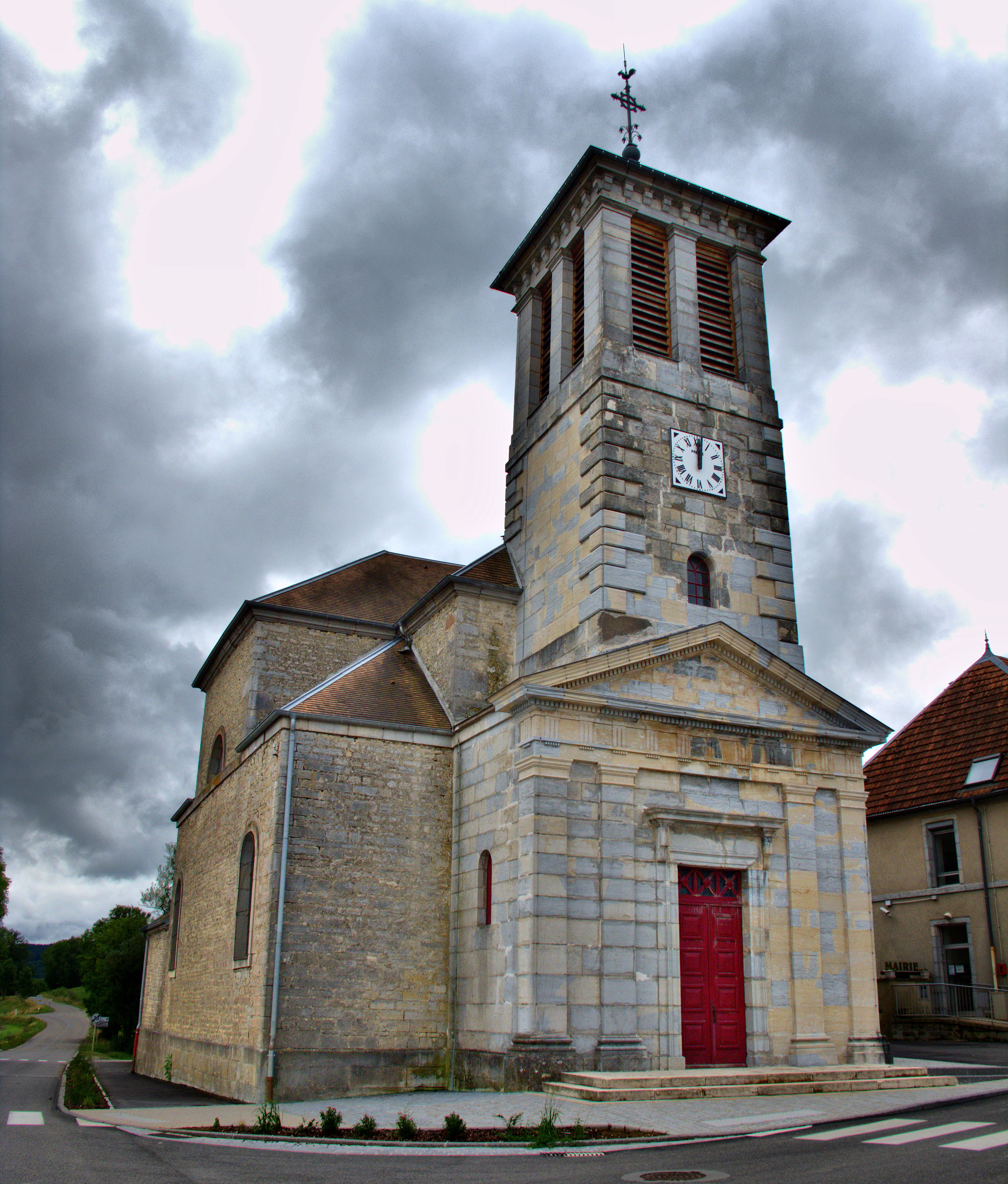
Kirche Saint-Sébastien
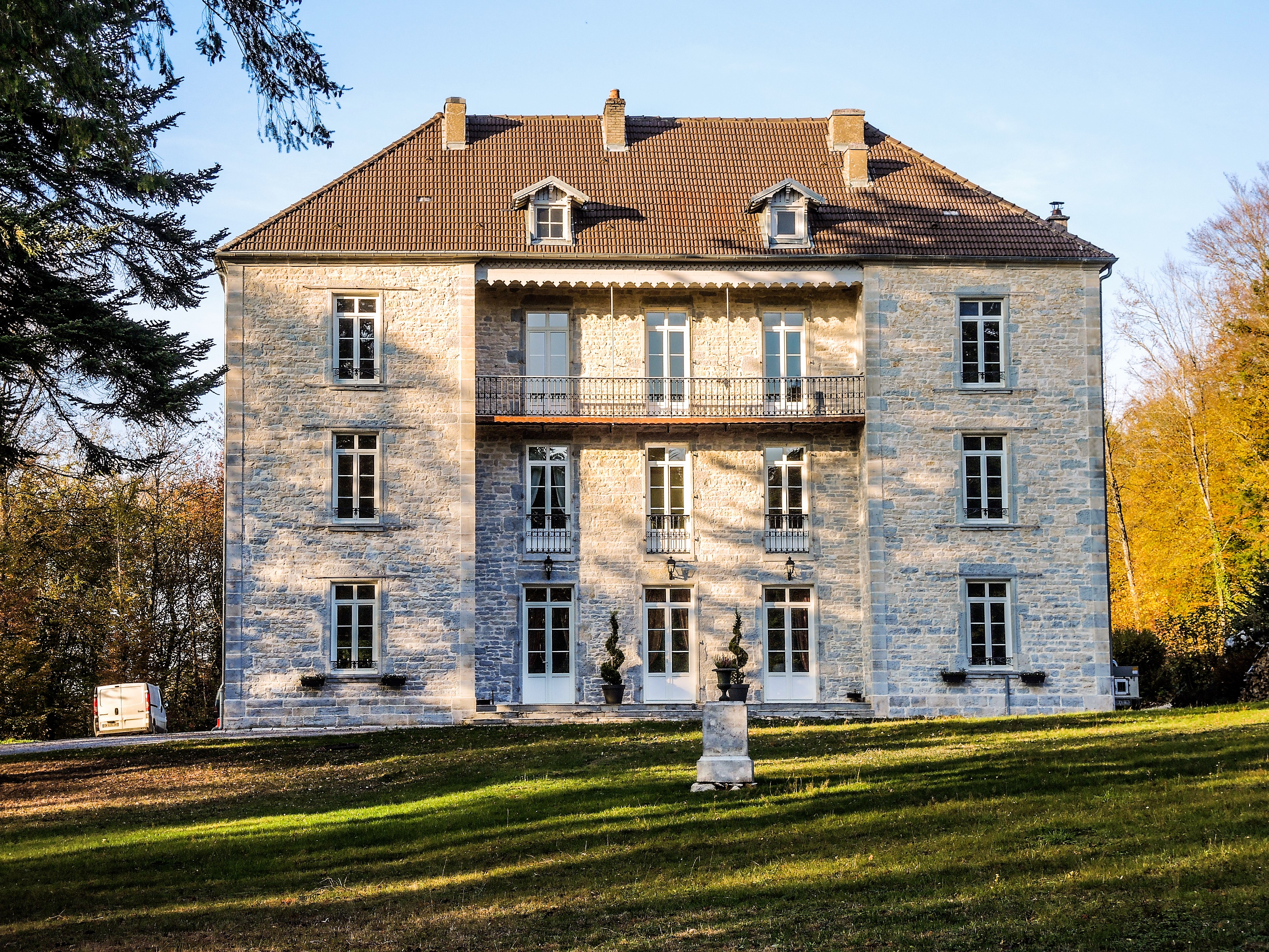
Château de Grange Céry

## Bevölkerung
| Jahr                       | 1962 | 1968 | 1975 | 1982 | 1990 | 1999 | 2006 | 2016 |
| Einwohner                  | 152  | 178  | 187  | 402  | 422  | 421  | 433  | 424  |
| Quellen: Cassini und INSEE |      |      |      |      |      |      |      |      |

Nachdem die Einwohnerzahl im 20. Jahrhundert bis Mitte der 1970er Jahre stets im Bereich von ungefähr 180 Personen gelegen hatte, wurde seither ein markantes Bevölkerungswachstum verzeichnet.

## Wirtschaft und Infrastruktur
Mérey-sous-Montrond war bis weit ins 20. Jahrhundert hinein ein durch die Landwirtschaft (Ackerbau, Obstbau und Viehzucht) und die Forstwirtschaft geprägtes Dorf. Heute gibt es einige Betriebe des Kleingewerbes, darunter in den Branchen Holzverarbeitung und Baugewerbe. Mittlerweile hat sich das Dorf auch zu einer Wohngemeinde gewandelt. Viele Erwerbstätige sind Wegpendler, die in den größeren Ortschaften der Umgebung ihrer Arbeit nachgehen.